# Лим Си-хьон
В това корейско име фамилията е Лим.
Лим Си-хьон (на корейски: 임시현) e южнокорейска състезателка по стрелба с лък. Носителка е на 3 златни медала от Олимпиадата в Париж. Има също така два златни медала от Световната купа по стрелба с лък през 2023 г. – от индивидуалното състезание за жени и като част от женския отбор на Южна Корея. Лим е тройна шампионка на Азиатските игри от 2022. 

## Биография
Лим е родена на 13 юни 2003 г. в Каннин, Южна Корея. Завършва спортна гимназия и корейския Национален спортен университет.